# Nybohov

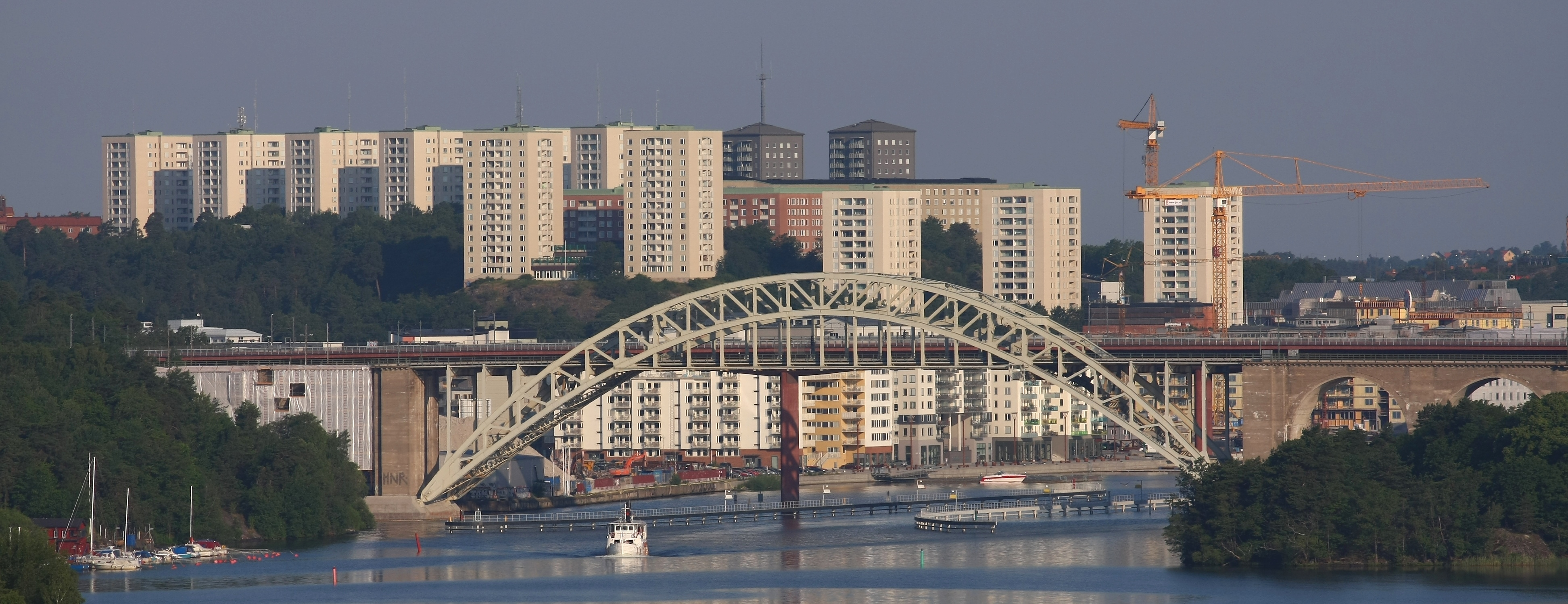
Nybohov, sett från Skanstull.

Nybohov är ett bostadsområde  på Nybohovsberget i nuvarande stadsdelen Liljeholmen i Stockholms kommun. Nybohov gränsar i väster mot Aspudden och i söder mot Midsommarkransen. Området var mellan 1932 och årsskiftet 1955/1956 en egen stadsdel.
Området är mestadels bebyggt med skiv- och punkthus uppförda mellan 1959 och 1964, där Bertil Ringqvist ligger bakom arkitekturen.
På torget ligger ingången till Nybohovshissen, som färdas mellan Nybohovsbacken 45 och Liljeholmen tunnelbanestation. Nybohov har också två förskolor och grundskolan Nybohovsskolan.

## Demografi
År 2022 hade området cirka 2 750 invånare, varav cirka 50 procent med utländsk bakgrund.

## Bildgalleri

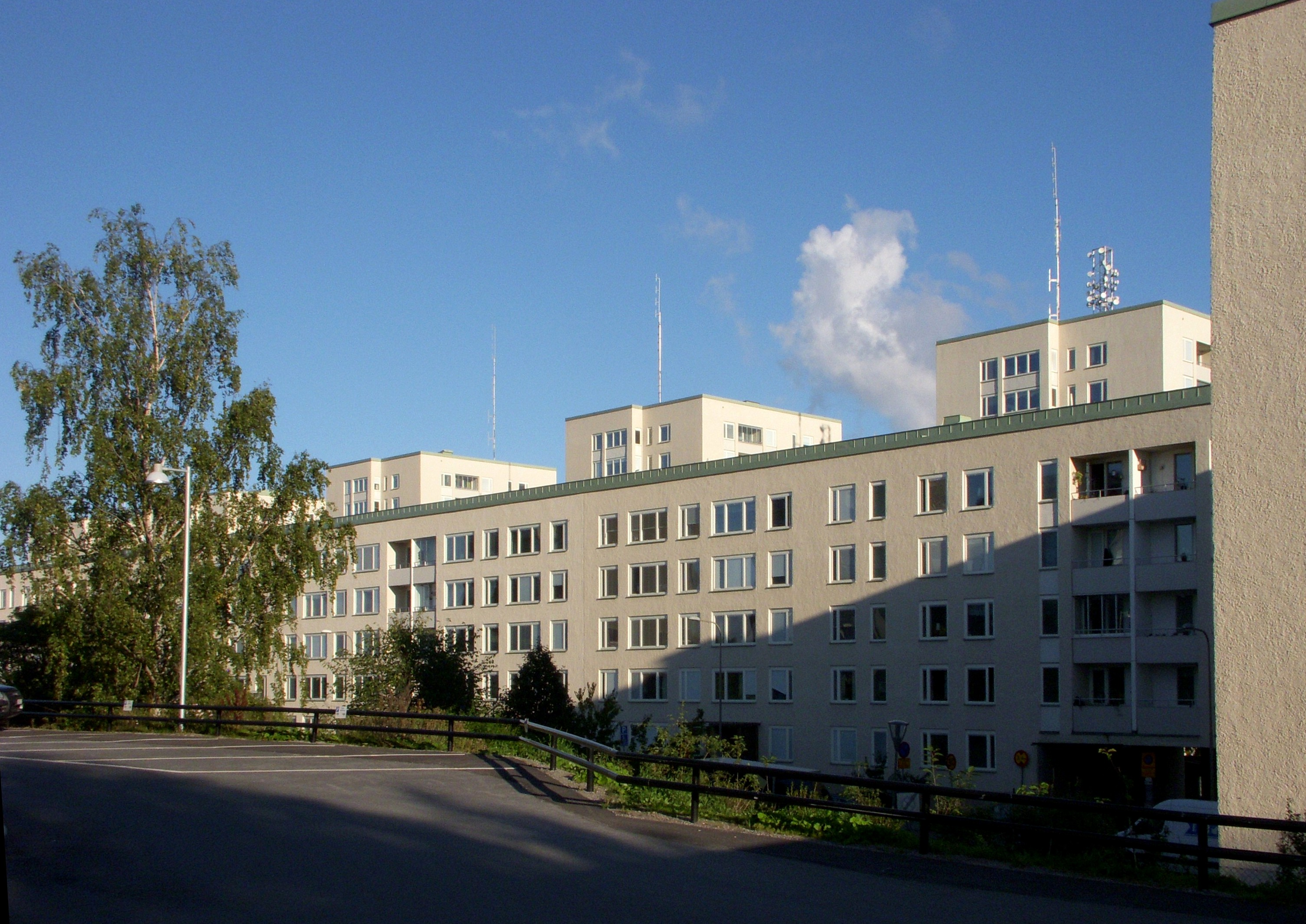
Skivhus i Nybohov.
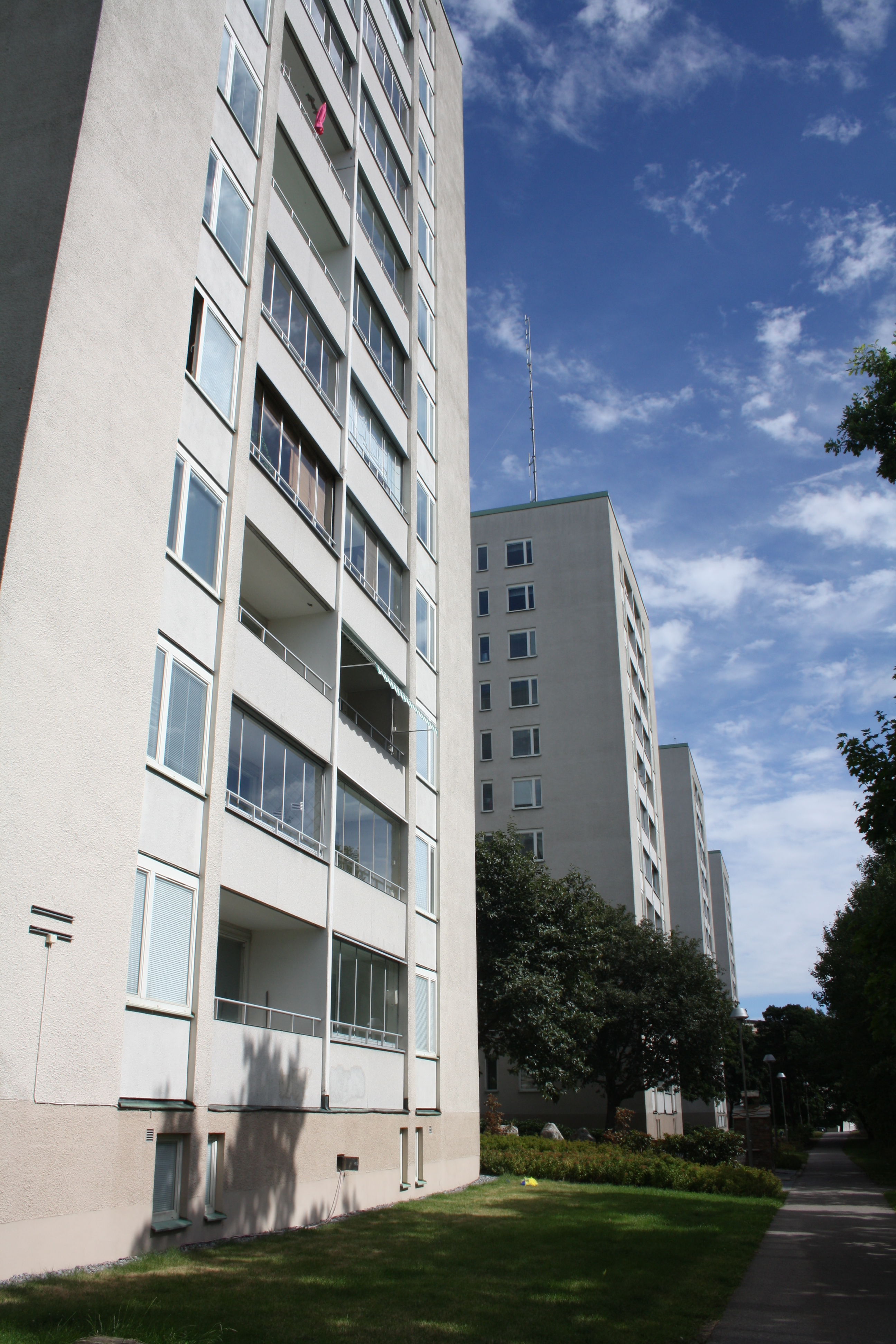
Punkthus i Nybohov.
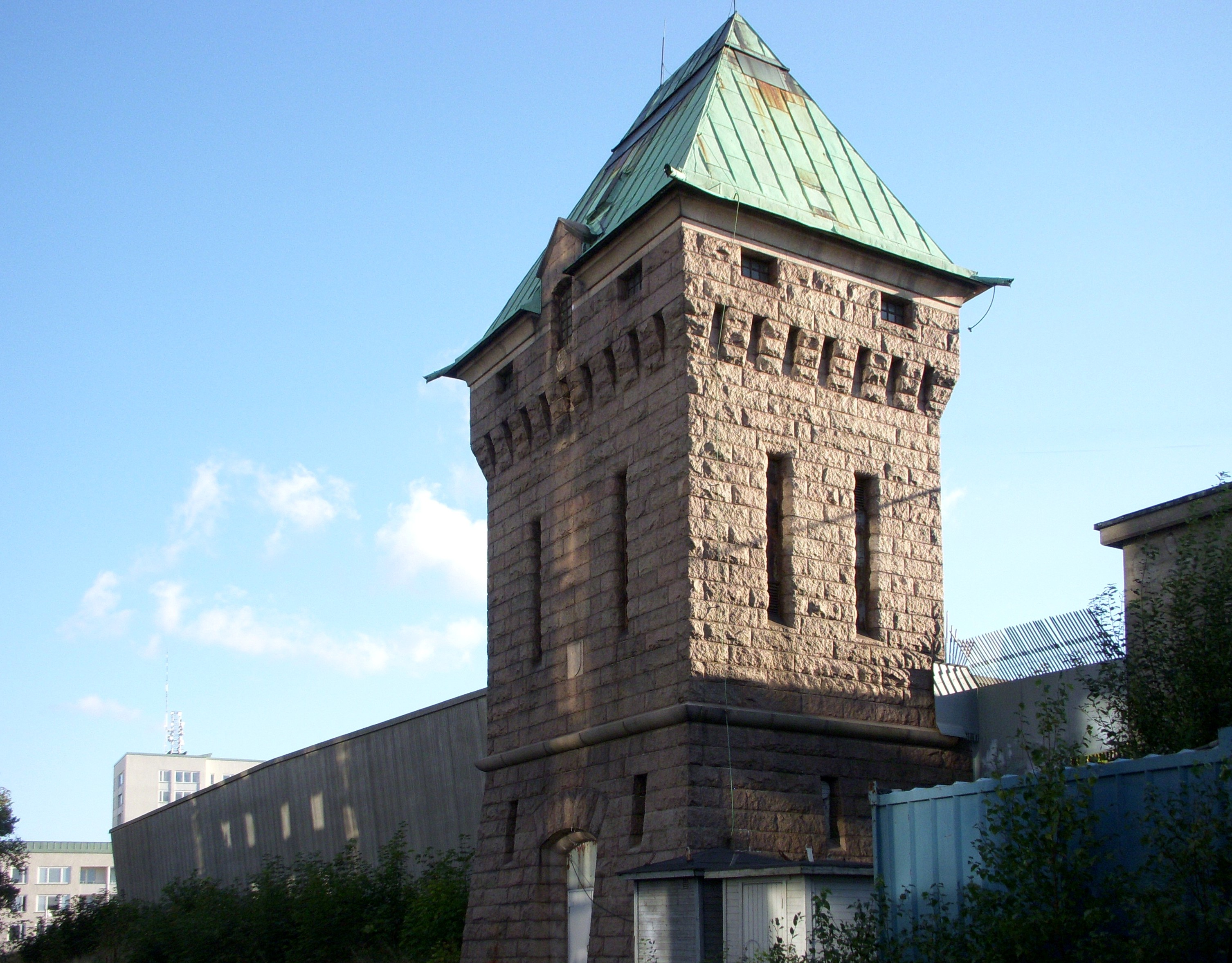
Nybohovs gamla vattentorn.
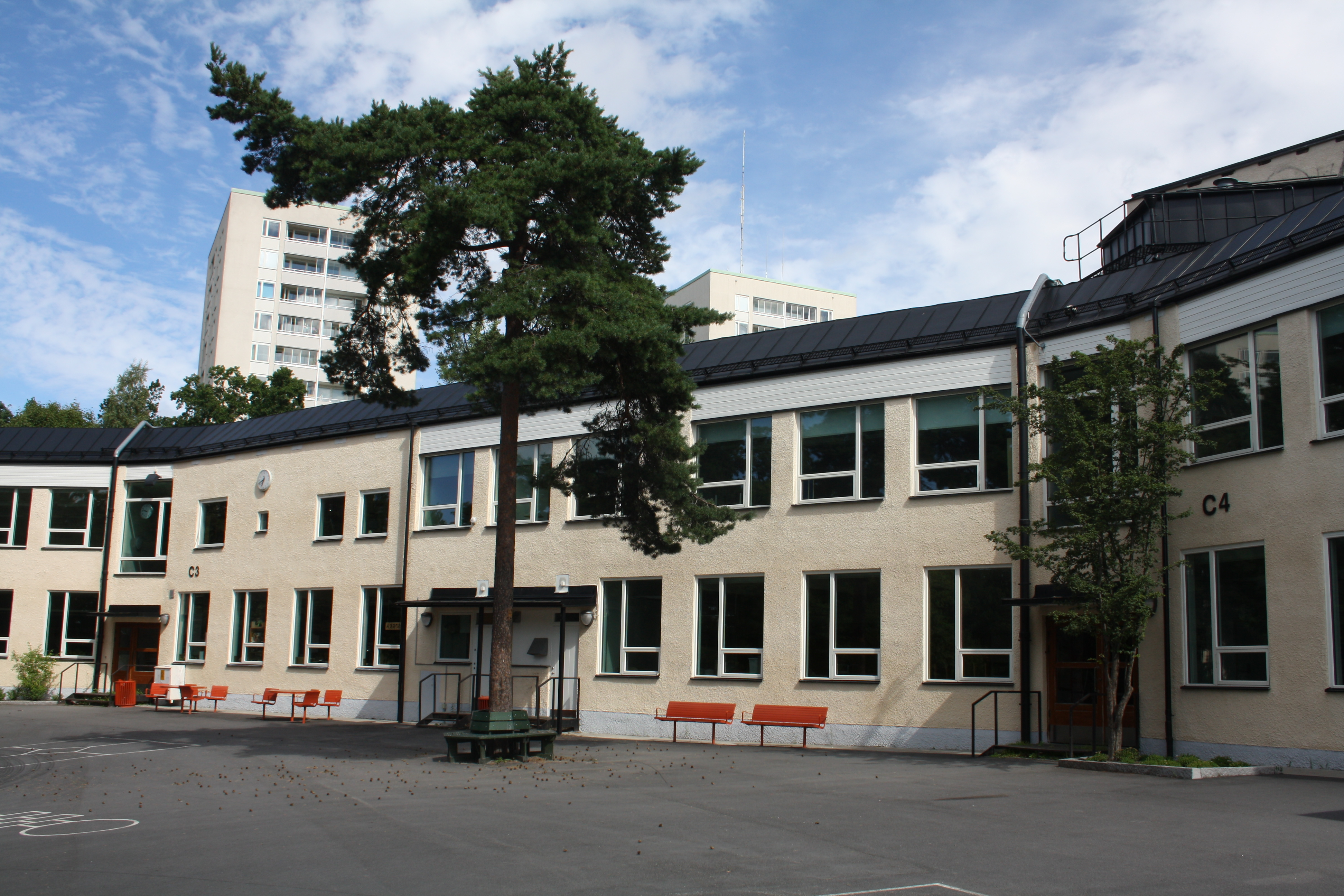
Nybohovsskolan, 2016.
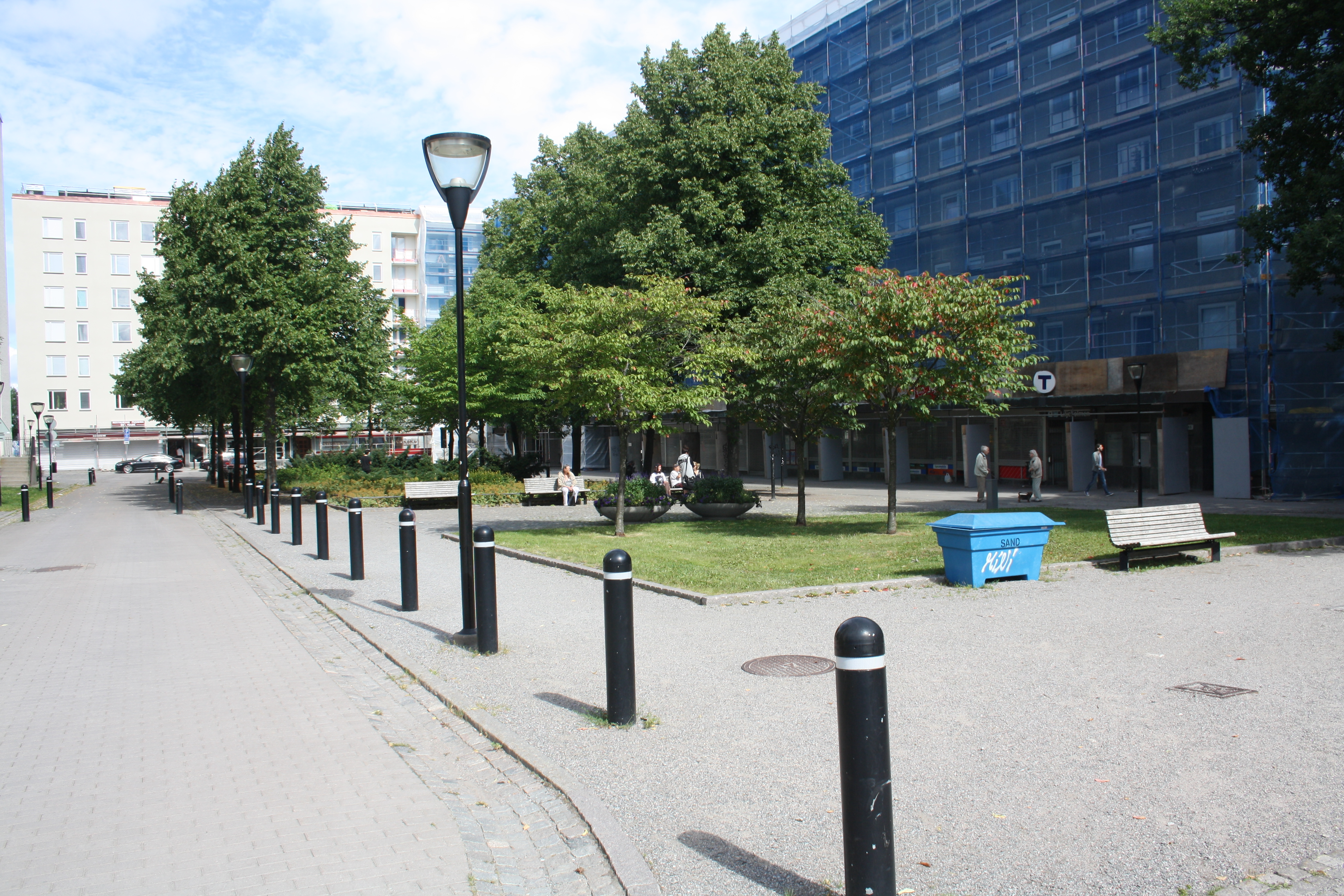
Torget i Nybohov.
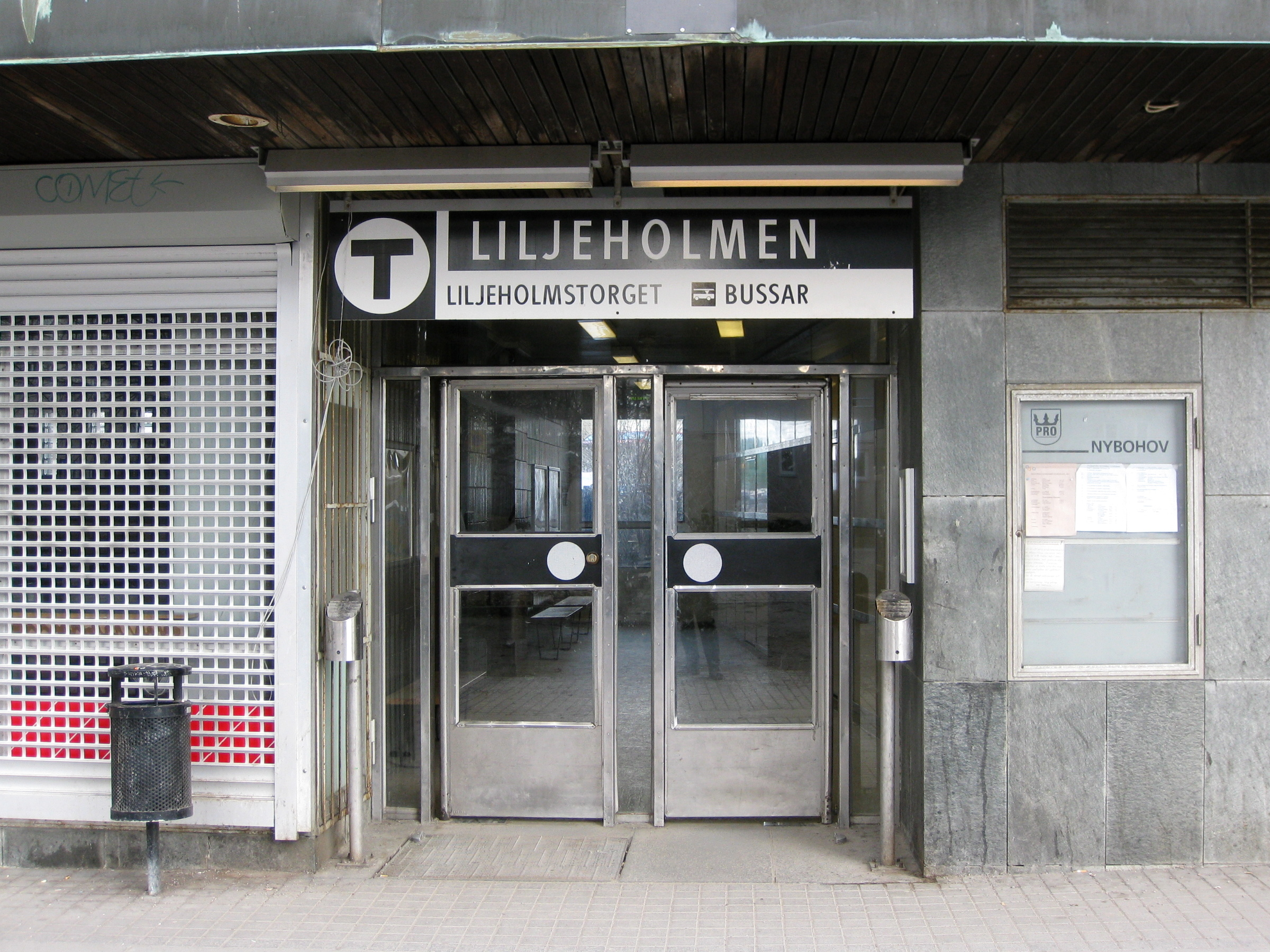
Nybohovshissens ingång i Nybohov.